# Богатирьово (станція)
Богатирьово (біл. Багатырова) — залізнична станція Мінського відділення Білоруської залізниці на дільниці Помислище — колійний пост Крижовка між станціями Дегтярьовка (5 км) та Помислище (8 км). Розташована у Мінському районі Мінської області між населенними пунктами Богатирьово та Антонишки, поблизу Мінської ТЕЦ-4.

## Історія
Дільниця від колійного поста Крижовка до станції Помислище побудова 1969 року і є західним обходом мінського залізничного вузла. У 2004 році електрифікована змінним струмом (~25 кВ).
2011 року на дільниці відкрита станція Дегтярьовка-Технічна (біл. Дзегцяроўка-Тэхнічная). Станція використовується для відстою пасажирських поїздів з метою розвантаження станції Мінськ-Пасажирський.
31 березня 2014 року станція Дегтярьовка-Технічна перейменована на станцію Богатирьово за назвою села, що розташоване неподалік.